# Viktor Alexandrovitch Liapkalo
Viktor Alexandrovitch Liapkalo (en russe : Виктор Александрович Ляпкало) est un peintre soviétique, puis russe, né à Oukhta (République des Komis) le 18 septembre.

## Biographie
Viktor Alexandrovitch Liapkalo est diplômé du lycée artistique de Saratov en 1978,.
En 1979, il emménage à Saint-Pétersbourg où il étudie jusqu'en 1987 à l'Académie russe des beaux-arts dans les ateliers de Vladimir Gorb (en) et Viktor Reichet (ru). Il obtient son deuxième diplôme dans cet institut avec comme travail d’étude l'œuvre Nuit blanche (Белая ночь). Il se spécialise dans la peinture de paysages et de nus.
Depuis la fin des années 1980 il vit à Saint-Pétersbourg où il est membre de l'Union des artistes de la ville,. Ses œuvres sont présentes dans des galeries et des collections privées de Russie, Allemagne, Pays-Bas, Belgique et États-Unis.